# DNA-polimerasa eta
La DNA-polimerasa eta (Pol η) és una proteïna que en humans està codificada pel gen POLH.
La DNA-polimerasa eta és una DNA-polimerasa eucariota implicada en la reparació del DNA per síntesi de translesió. El gen que codifica la DNA-polimerasa eta és el POLH, també conegut com a gen XPV perquè la pèrdua d'aquest gen provoca la malaltia xerodèrmia pigmentada. La polimerasa eta és particularment important perquè permet la reparació per síntesi de translesió del DNA danyat a causa de la radiació ultraviolada (UV).

## Funció
Aquest gen codifica un membre de la família Y de les DNA-polimerases especialitzades. Aquesta polimerasa copia DNA no danyat amb una fidelitat menor que altres polimerases dirigides per DNA. Tanmateix, replica amb precisió el DNA danyat pels raigs UV; quan hi ha dímers de timina, aquesta polimerasa insereix els nucleòtids complementaris al DNA sintetitzat més recentment, d'aquesta manera evita la lesió i suprimeix l'efecte mutagènic del DNA danyat pels raigs UV. Es creu que aquesta polimerasa està implicada en la hipermutació durant la recombinació de la classe d'immunoglobulina.

### Bypass de la 8-oxoguanina
Durant la replicació del DNA del cromosoma de Saccharomyces cerevisiae, la presència de 8-oxoguanina (una lesió del DNA deguda a un procés oxidatiu) desencadena el canvi a síntesi de translesió per part de la DNA-polimerasa eta.  Aquesta polimerasa replica la 8-oxoguanina amb una precisió d'aproximadament el 94% (aparella correctament una citosina a la 8-oxoguanina) La replicació de la 8-oxoguanina en absència de la DNA-polimerasa eta és inferior al 40%.

## Importància clínica
Les mutacions en aquest gen són la causa d'una variant de la xerodèrmia pigmentada caracteritzada per sensibilitat al sol, elevada incidència de càncer de pell i, a escala cel·lular, per la replicació retardada i la hipermutabilitat després de la irradiació ultraviolada.

## Interaccions
S'ha demostrat que el gen POLH interactua amb l'antigen nuclear de la cèl·lula proliferant.